# Ruble tadjik
El ruble tadjik (en tadjik тоҷикӣ рубл, todjikí rubl, o simplement рубл, rubl) fou la unitat monetària del Tadjikistan entre el 10 de maig del 1995 i el 29 d'octubre del 2000. El seu codi ISO 4217 era TJR. Nominalment es dividia en 100 tanga (танга), si bé mai es va emetre la moneda fraccionària.
El Tadjikistan va ser l'última república exsoviètica a crear la seva pròpia moneda, que finalment el 1995 va substituir el ruble rus pel tadjik a raó de 100 rubles russos per cada un de tadjik. A causa de la inflació, l'any 2000 el ruble tadjik fou substituït pel somoni a raó de 1.000 rubles per somoni. El Banc Nacional de la República del Tadjikistan (Бонки миллии Ҷумҳурии Тоҷикистон, Bonki millii Djumhurii Todjikiston) en va emetre bitllets d'1, 5, 10, 20, 50, 100, 200, 500, 1.000, 5.000 i 10.000 rubles, i no se'n van emetre mai monedes.